# Chant du Gros
Pour les articles homonymes, voir Gros.
Le Chant du Gros est un festival de musique en plein air organisé en Suisse. Depuis 1992, il a lieu chaque année durant trois jours, généralement vers mi-septembre, sur la commune du Noirmont.

## Origine du nom
Le « Chant du Gros » tire son nom du "Gros Louis", Louis Froidevaux, le propriétaire du champ sur lequel la manifestation a lieu chaque année depuis 1992. Louis a également donné son nom à la monnaie du chant du gros : le Louis. Depuis sa création le taux de change est de 1 Louis pour 1 francs suisse.

## Éditions

### Années 1990

#### Édition 1992
La première édition a eu lieu le 29 août 1992. Sur une scène composée de deux chars à bœufs se sont produits les groupes Fou (groupe), Laugh, Les Talus et Haricots 2.20 kg devant environ 200 spectateurs

#### Édition 1995
Le festival s'étend maintenant sur deux jours et accueille 1 000 spectateurs.

#### Édition 1998
Pour la première fois un prix d'entrée est demandée pour le samedi (11 francs suisses). Cette année-là, le festival a accueilli les Blues Brothers et Daran.

#### Édition 1999
3 500 spectateurs se rendent au Chant du Gros.

### Années 2000

#### Édition 2001
Pour ses dix ans, le festival s'étend à trois jours. Le festival a notamment accueilli Elliot Murphy, Fou, Lofofora, Young Gods et Liquido.

### Années 2010

#### Édition 2011
Les 8, 9 et 10 septembre 2011, le Chant du Gros a fêté son 20e anniversaire. 27 000 personnes y ont assisté, dont 7 000 le jeudi soir. Parmi les divers groupes qui se sont produits, on peut citer Yannick Noah et Uriah Heep. À noter également, la prestation du groupe jurassien Fou, déjà présent lors de la première édition en 1992, qui s'est reformé pour cette occasion. 

#### Édition 2012
La 21e édition a eu lieu les 7, 8 et 9 septembre 2012. Environ 33 000 personnes étaient présentes, qui ont entendu entre autres, Roger Hodgson, Bénabar ou Charlie Winston.

#### Édition 2013
Pour l'édition 2013, qui s'est tenue les 5, 6 et 7 septembre 2013, le festival affichait complet les trois soirs pour la première fois. Plus de 36 000 festivaliers se sont rendus à cette 22e édition qui aura accueilli entre autres, Joe Cocker, Tryo et IAM.

#### Édition 2014
L'édition 2014 s'est déroulée du jeudi 4 au samedi 6 septembre. La surface de la manifestation a été doublée, se portant à 40 000 mètres carrés. La programmation comprenait entre autres Garou, Christophe Maé, Maxime Le Forestier, Shaka Ponk, Jethro Tull ou encore Irma. Le festival a affiché complet les trois soirs.

#### Édition 2015
Plus de 40 000 festivaliers sont présents pour la 24e édition du festival. Pour cette édition, on notera en particulier la présence du groupe Status Quo. Pour la chanson française, on retrouve Julien Clerc, Calogero, Michel Fugain ou encore BlackM . Le P'tit du Gros fête son 5e anniversaire avec 10 concerts et une nouvelle infrastructure.

#### Édition 2016
Pour le 25e anniversaire du festival, plus de 50 000 personnes sont présentes sur les quatre soirées du Chant du Gros avec en ouverture, Manu Chao et Lindsey Stirling. 
De 1992 à 2017 Mickey3d, Thiefaine, Louise Attaque, Keziah Jones, Alain Souchon & Laurent Voulzy, Zazie, Patrice, Joey Starr, Marina Kaye, Naâman, Patrick Bruel, Hyphen Hyphen, Les Tambours du Bronx, Boulevard des Airs, Jehro, Christophe Maé, Tryo, etc.

#### Édition 2018
Jeudi 6 septembre 2018
Sainte Scène: I Muvrini, Florent Pagny Scène Déménage: Arcadian, Gotthard «Unplugged & Defrosted», Moonraisers
Vendredi 7 septembre 2018
Sainte Scène: Claudio Capéo, MC Solaar, Stephan Eicher & Traktorkestar feat. Steff La Cheffe Scène Déménage: Duck Duck Grey Duck, GiedRé, Ofenbach, Puppetmastaz
Samedi 8 septembre 2018
Sainte Scène: Magic System, Bernard Lavilliers, Kyo, Shaka Ponk Scène Déménage:«Starmania», par l'Ensemble de Cuivres Jurassien et EVOCA, Gauvain Sers, The Inspector Cluzo, Jahneration, Zebra

## Artistes
Artistes s'étant produit sur les scènes du festival :
- Damien Saez
- Deep Purple
- Status Quo
- Manu Chao
- Patrick Bruel
- Louise Attaque
- Renaud
- Julien Clerc
- Calogero
- Asaf Avidan
- Popa Chubby
- Jacques Dutronc
- Alain Bashung
- Lindsey Stirling
- Explosion de Caca
- Johnny Clegg
- Uriah Heep
- Yannick Noah
- Stupéflip
- Dub Incorporation
- Bénabar
- Orelsan
- Sinik
- Charlie Winston
- Roger Hodgson
- Simple Minds
- Sniper
- Youssoupha
- IAM
- Tryo
- Zaz
- Joe Cocker
- Superbus
- Shaka Ponk
- Maxime Le Forestier
- Soprano
- Danakil
- The Rambling Wheels
- Bastian Baker
- Stress
- Selah Sue
- 1995
- Mc Solaar

((2019 Le collectif 13))